# The Ghost Goes West
The Ghost Goes West (en España El fantasma va al Oeste) es una película del género comedia romántica /  fantástica británica de 1935 protagonizada por Robert Donat, Jean Parker y Eugene Pallette, y dirigida por René Clair, su primera película en inglés. 
Esta producción combina un productor británico nacido en Hungría (Alexander Korda), un director francés y un escritor estadounidense en una película británica. 

## Argumento
Peggy Martin (Parker), la hija de un rico empresario estadounidense (Eugene Pallette), lo convence de comprar un castillo escocés de Donald Glourie (Robert Donat), desmantelarlo y llevarlo a Florida. Junto con el castillo va su fantasma. Murdoch Glourie (también interpretado por Donat) se traslada con el castillo después de haber fallecido de forma cobarde en el siglo XVIII. Para encontrar descanso, debe conseguir un descendiente del Clan MacClaggan enemigo para admitir que un Glourie vale cincuenta MacClaggans.

## Reparto principal
- Robert Donat como Murdoch Glourie y Donald Glourie.
- Jean Parker como Peggy Martin.
- Eugene Pallette como el Sr. Martin
- Elsa Lanchester como Miss Shepperton.
- Ralph Bunker como Ed Bigelow, el rival de Martin.
- Patricia Hilliard como Pastora.
- Everley Gregg como la Sra. Martin
- Victor Rietti como el científico.
- Morton Selten como The Glourie.
- Chili Bouchier como Cleopatra.
- Mark Daly como el novio de Murdoch.
- Herbert Lomas como Fergus.
- Elliott Mason como la Sra. MacNiff
- Hay Petrie como The McLaggen.
- Quentin McPhearson como Mackaye.

## Respuesta crítica
Escribiendo para  The Spectator  en 1935, Graham Greene elogió la película. Escribió sobre cómo el «sentido de cámara» de René Clair (cuyas películas anteriores habían sido principalmente de naturaleza satírica) se manifestó en el «sentimiento de movilidad, de libertad visual» de la película y destacó el genio director de Clair. Greene también elogió la actuación de Pallette y Donat, describiendo la representación de Pallette de un millonario estadounidense como la mejor actuación de su carrera, y el estilo interpretativo de Donat imbuido de «naturalidad invencible».
The Ghost Goes West fue la decimotercera película más popular en la taquilla británica en 1935–36. La película fue votada como la mejor película británica de 1936.

## Enlacer externos
- 19641  The Ghost Goes West en AllMovie (en inglés).
- 0026406 / The Ghost Goes West en Internet Movie Database (en inglés).
- The Ghost Goes West en Screen Guild Theater: 21 de agosto de 1944